# Saônebrücke Thoissey

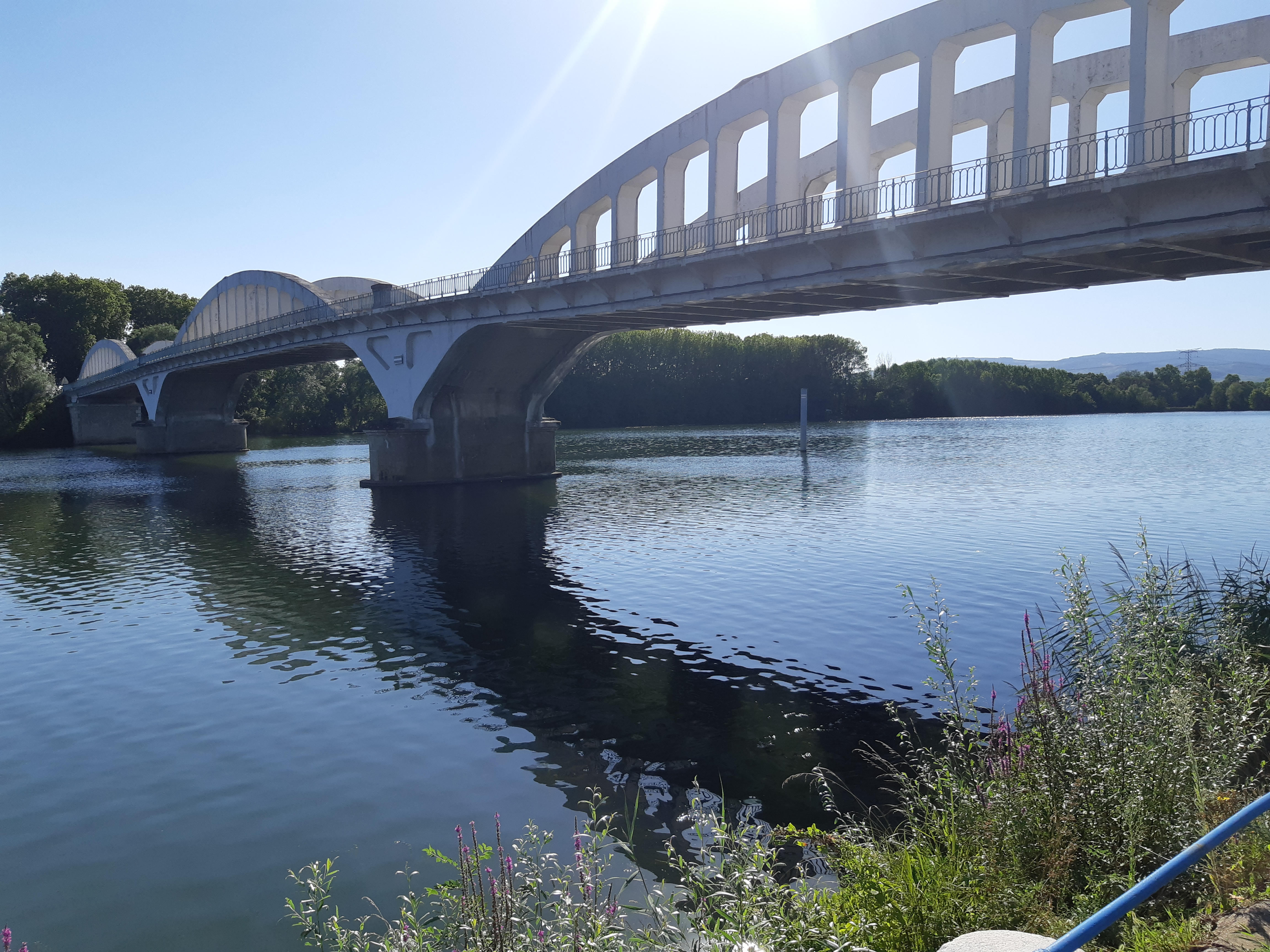
Saônebrücke bei Thoissey, Juli 2020

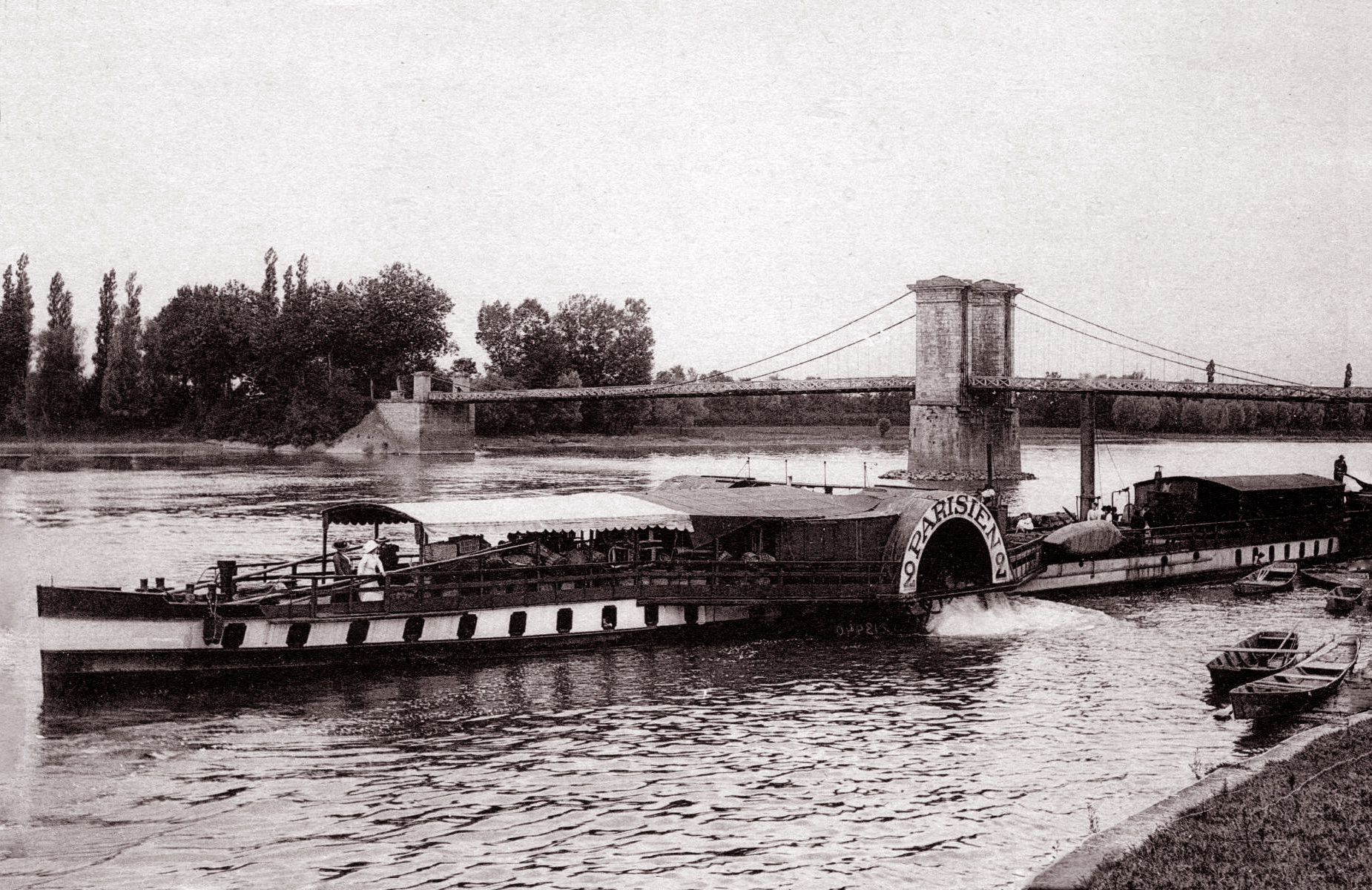
Vorgängerbau mit Raddampfer Parisien 2, um 1900

Die Saônebrücke Thoissey (französisch Pont de Thoissey) ist eine zweispurige Straßenbrücke in der Region Auvergne-Rhône-Alpes, Frankreich. Sie überspannt zwischen den Départements Ain im Osten und Rhône im Westen als Route départementale nahe der Ortschaft Thoissey die südwärts fließende Saône. Südlich des östlichen Brückenkopfes befindet sich der Port de Thoissey mit der Mündung der Chalaronne. Die Brücke ist auch eine Messstelle für den Pegelstand der Saône.

## Geschichte
Bereits seit 1835 hatte es hier eine Hängebrücke nach der Seguin-Methode gegeben, die zwei Öffnungen von je ca. 80 m hatte. Die Fahrbahn bestand aus eng gefügten Holzbohlen.
Die neue Brücke wurde nach Planungen von Claude Bioret und Bauausführung der Firma Joyat & Berges in den Jahren 1923 bis 1925 teilweise auf den alten Widerlagern errichtet und ist eine der frühen Stahlbeton-Bogenbrücken Frankreichs. Die drei gleich großen Bogenelemente überspannen eine Länge von 180 Metern, die Spannweite der Bögen beträgt 58 Meter. Die Eröffnung fand am 23. August 1925 statt.
Im Zweiten Weltkrieg wurde der ostwärtige Brückenbogen von den sich zurückziehenden deutschen Truppen gesprengt. Beim Wiederaufbau gab es Schwierigkeiten mit der Materialbeschaffung. Daher wurde teilweise amerikanisches Moniereisen verbaut.